# NGC 320
NGC 320 è una galassia a spirale situata nella costellazione della Balena.
Fu scoperta nel 1886 da Francis Leavenworth.